# One Piece: Pirate Warriors 4
One Piece: Pirate Warriors 4, in Giappone One Piece: Kaizoku musō 4 (ワンピース 海賊無双 4? lett. "One Piece: Pirati senza rivali 4"), è un videogioco per PlayStation 4, Xbox One, Nintendo Switch e Microsoft Windows sviluppato dall'Omega Force e pubblicato da Namco Bandai Games.
Il gioco è stato annunciato durante l'Anime Expo 2019 dove è stato mostrato anche il trailer di lancio.
L'11 febbraio 2025, per celebrare i 4 milioni di copie vendute, è stata annunciata una versione di nuova generazione del gioco (per Playstation 5 e Xbox Series X/S), insieme all'annuncio di DLC aggiuntivi che saranno decisi dai voti dei fan.

## Introduzione
Monkey D. Rufy è un giovane pirata sognatore che da piccolo ha inavvertitamente mangiato il frutto del diavolo Gom Gom che lo rende di gomma, permettendogli di allungarsi e deformarsi a piacimento, a scapito, però, della capacità di nuotare. L'obiettivo che lo ha spinto in mare è quello ambizioso di diventare il Re dei pirati. Dovrà, dunque, ritrovare il leggendario "One Piece", il magnifico tesoro lasciato dal mitico pirata Gol D. Roger probabilmente sull'isola di Raftel, alla fine della Rotta Maggiore, mai ritrovato e sogno di ogni pirata.
Nella sua avventura, Monkey D. Rufy riunirà intorno a lui una ciurma e si troverà in mezzo a situazioni bizzarre e stravaganti, tanto almeno quanto lo sono i personaggi, amici o nemici, presenti nell'universo che lo circonda, che raggiungono spesso livelli assurdi e grotteschi e che donano all'opera un'atmosfera surreale e divertente.

## Modalità di gioco
Il gioco ripercorre fedelmente le saghe di Alabasta, Enies Lobby, Marineford, Dressrosa, Whole Cake Island e del Paese di Wa con quest'ultima che però avrà una trama inedita. Le novità di questo capitolo sono le seguenti:
- La modalità Dream-Log è stata rinnovata, consentendo di procedere con un personaggio a propria scelta attraverso le varie isole
- Il gioco offre la varietà di 43 personaggi giocabili
- Le aree sono state completamente ricreate, rendendole più vaste ed aumentando il numero di nemici
- Le monete si metteranno automaticamente se si vorrà.

Prenotando il gioco, è possibile avere il bonus di prenotazione, che consiste in:
- Charlotte Katakuri, Vinsmoke Ichiji, Vinsmoke Niji e Vinsmoke Yonji giocabili sin dall'inizio.
- un costume Dynasty Warriors per Law e Hancock.

## Vendite
A due anni dall'uscita il gioco ha venduto 2 milioni di copie, diventando il gioco più venduto della serie di One Piece.